# 天主教芹苴教区
天主教芹苴教區（越南語：Giáo phận Cần Thơ）是越南一個羅馬天主教教區，屬胡志明市總教區。
2007年，有181,856名教友，估轄區總人口3.8%，有131個堂區、165名司鐸、698名修女。現任主教為智寶善。其座堂是耶穌聖心座堂。
1955年9月20日設代牧區，1960年11月24日升為教區。